# 忌日快樂
是一部2017年美國恐怖喜劇片，由克里斯多福·B·藍登執導，史考特·洛沃德爾撰寫劇本。電影主演包括潔西卡·羅瑟和伊瑟瑞爾·布薩德，其劇情描述一名在生日被謀殺的女大學生，竟遭遇到時間循環而不斷地重新回到那一天，使她決定藉此找出兇手。
《忌日快樂》由環球影業定於2017年10月13日在美國上映。該片獲得了正面居多的評價，多數影評人稱讚了片中的娛樂性和概念，同時也對羅瑟的演技給予好評，並將其描述為「當《今天暫時停止》（1993年）遇上《驚聲尖叫》（1996年）」。續集《祝你忌日快樂》於2019年上映。

## 劇情
女大學生崔兒·吉曼於她生日當天的9月18日星期一早上，因昨晚派對狂歡喝醉而在一間男生宿舍裡醒來，眼前只有扶她回來睡覺的同學卡特·戴維斯。崔兒為了避嫌而立刻回去她的姐妹會宿舍，隨後度過一個自我為中心、不屑他人的一天生日；非但無視父親和她一起用餐慶祝的邀請，隨意將室友蘿莉親手為她做的紙杯蛋糕扔掉，還和她的醫科教授葛雷格搞地下師生戀。當晚，崔兒獨自前去姐妹會即將在兄弟會宿舍開的派對時，被一個生日音樂盒引入一條地下隧道後，突然受到一位面戴大學球隊吉祥物貝比面具的不明殺手埋伏而遭殺害。
然而，崔兒被殺的瞬間再度於卡特宿舍床上清醒，發現當時還是她生日的星期一早上，原以為噩夢一場的她卻度過一個完全相似的一天，甚至晚上去派對時在同一個地下隧道中發現相同的音樂盒。她這次選擇避開隧道前去兄弟會宿舍，參與她的姐妹會會長丹妮為她舉辦的秘密生日慶祝會，將一切拋之腦後的崔兒開始勾搭同學尼克，但面具殺手再度出現殺死尼克、且又一次殺死崔兒。再次從卡特宿舍裡清醒的崔兒得知時間仍然是星期一早上，發現她其實陷入某種時間輪迴裡，這次她選擇把自己鎖在門窗釘死的房間裡不出去，然而殺手卻早已躲在她房間浴室裡埋伏。再次被殺的崔兒又返回當日早上，驚慌失措之下受到身邊的卡特安慰，而卡特建議她能利用能夠復活的優勢去找出殺她的兇手之身份，唯有這樣做才能打破輪迴並活到明天。
崔兒立下所有會殺她的嫌疑人，經過多次被殺的查驗後，發現名單上所有人都不是兇手，每次最後結果都是固定回到當天早上。崔兒於一次被殺手拿球棒重擊頭部後，醒來不久就突然昏倒，在大學醫院裡躺一整天。崔兒從葛雷格的報告上發現她身體裡留有過大型創傷，源於她每次死去時所遺留的傷，由此發現她的復活也會有底線。得知兇手很快會來找她，崔兒到葛雷格的辦公室偷他的車鑰匙時，卻在他的抽屜裏發現殺手佩戴的相同面具。恐慌的崔兒剛想逃離醫院，殺手馬上出現殺死葛雷格，但崔兒及時開他的車逃離醫院。原以為逃出生天的崔兒因超速而被警察扣下，她決定將計就計自願被捕好逃過死亡。但崔兒關入警車不久，殺手馬上開車趕到撞死該警察，並用一根生日蠟燭點燃漏油中的警車，使崔兒被炸死後重新回到當天早上。
崔兒醒後對卡特證明她已經歷過無數次時間輪迴，兩人獨處一整天直到晚上，崔兒於期間坦白和她同一天生日的母親於三年前意外辭世，為她造成相當大的打擊，使她開始逃避一切而和父親疏離，並選擇在其他人眼中做一個自以為是的“孤狼”。這時，崔兒從餐廳新聞得知一名女子連環殺手約瑟夫·圖姆因受傷而被戒護在大學醫院裡，斷言他就是兇手後到醫院試圖警告員工，但圖姆這時已逃出監禁，並摘下面具露出真容開始追殺崔兒。卡特為救她而被圖姆扭斷頭身亡，崔兒發覺如不重啟當天會讓卡特永遠死去，便在醫院鐘塔上吊自殺並重回早上。
在這次輪迴裡，崔兒感謝卡特的恩情後，開始沿路糾正之前所犯過的錯誤，和葛雷格終止戀愛關係，並來到餐廳見她父親一面並釋盡前嫌。夜裡，崔兒全副武裝到醫院放跑看護的警察後和圖姆交戰，通過全校斷電一刻成功反擊並殺死圖姆，認為一切太平後和卡特慶祝，並吃下蘿莉送她的紙杯蛋糕。然而，崔兒早上醒後卻發現她還是在生日早上，驚慌地認為她無法逃脫輪迴後立刻回宿舍收拾東西決定逃亡。當蘿莉再次拿出蛋糕時，崔兒才發覺她是因為吃下過蘿莉給的下毒蛋糕才死於睡眠中，由此推論蘿莉才是真兇，因蛋糕毒殺計劃失敗才決定親自下手，並釋放住院的圖姆作為替罪羊。蘿莉眼見事跡敗露便和崔兒搏鬥，並交代出她的殺人動機僅僅是因為葛雷格選擇崔兒而不是和她交往。崔兒趁機將毒蛋糕塞入蘿莉嘴裡後，將她踢出窗外墜亡。
事情過後，崔兒和卡特再次獨處於餐廳，崔兒和父親報過平安後，卡特決定讓崔兒留宿一晚，並總結她經歷過的輪迴有點類似著名電影《今天暫時停止》。隔天早上，崔兒醒來後發現周圍的一切仍然是生日當天，剛要陷入恐慌時，卡特才揭露這是他開的玩笑，終於活過生日的崔兒便和卡特相擁並雙方親吻。

## 演員
| 演員                             | 角色                                        | 備註 |
| 潔西卡·羅瑟 Jessica Rothe        | 崔莉莎·「崔兒」·吉曼 Theresa "Tree" Gelbman | 生活糜爛的女大學生，與三年前逝世的母親有著同一天生日，所受的打擊使她總是逃避父親舉辦的聚會。於生日當天意外被殺，卻因時間輪迴而不停重複同一天，開始找出兇手的身份以逃脫輪迴，過程中本人也因其經歷而心境有所改變。 |
| 伊瑟瑞爾·布薩德 Israel Broussard | 卡特·戴維斯 Carter Davis                    | 崔兒的大學同學，與崔兒曾同窗一年，但彼此之間並不熟識，在派對上見崔兒醉倒而將其扶持回宿舍，因時間循環使得崔兒對其逐漸產生好感。                                                                                   |
| 露比·莫汀 Ruby Modine            | 蘿莉·史賓格勒 Lori Spengler                 | 崔兒的室友，同樣讀醫科，在大學醫院中當護士。 |
| 瑞秋·麥修斯 Rachel Matthews      | 丹妮·鮑斯曼 Danielle Bouseman               | 崔兒的朋友，為人比崔兒還要挑剔，主持一個以節食瘦身為目的的姐妹會，敵視所有的高熱量食物。 |
| 查爾斯·艾特肯 Charles Aitken     | 葛雷格·巴特勒 Gregory Butler                | 崔兒的醫科教授，也是大學醫院醫生，雖是有婦之夫卻和崔兒私下來往。 |
| 羅布·米羅 Rob Mello              | 約瑟夫·圖姆 Joseph Tombs                    | 連環殺手，專殺年輕女性，受傷後被警方送至大學醫院裏戒護 |
| 凱勒布·史比亞茲 Caleb Spillyards | 提姆·鮑爾 Tim Bauer                         | 崔兒的約會對象之一，但後來被崔兒放鴿子，而他本人其實是同性戀者。 |
| 蘿拉·克利夫頓 Laura Clifton      | 史黛芬妮·巴特勒 Stephanie Butler            | 葛雷格的妻子，至始至終都不知丈夫和崔兒有過地下情。 |
| 傑森·貝爾 Jason Bayle            | 大衛·吉曼 David Gelbman                     | 崔兒的父親，和女兒之間的關係隨著妻子辭世與女兒上大學而疏遠。 |
| 飛·武 Phi Vu                     | 萊安·潘 Ryan Phan                           | 卡特的室友，總是成為崔兒時間循環復活後第二見到的人。 |
| 布雷恩·克爾三世 Blaine Kern III  | 尼克·西姆斯 Nick Sims                       | 丹妮的現任男友，在崔兒的生日舞會中試圖勾搭崔兒。 |

## 音樂
- 宣傳歌 : 50 Cent - In da club
- 片尾曲 : Sir Sly - High
- 插曲 : Mother Mother - Love Stuck

## 迴響

### 評價
爛番茄根據119條評論，持有71%的新鮮度，平均得分6／10。在Metacritic上，電影獲得了57分。據CinemaScore調查，觀眾的評價在A+至F間落於「B」。

### 票房
在美國和加拿大，《忌日快樂》和《黑白正義》、《英倫對決》、《神力女超人的秘密》同天上映並競爭，分析師預估《忌日快樂》於首週末從3130間戲院中獲得1500萬至2000萬美元的票房。週四晚間從2450間戲院中賺了100萬美元，這數字與2015年的《探訪》（105萬美元）相近；並於第一天賺了1160萬美元，這使首週末的預估值增加到2600萬美元。美國首週末票房達2650萬美元，位居當週票房冠軍，這也成為了布倫屋製片公司於2017年第三高的成績（前兩名為《分裂》和《逃出絕命鎮》）。
| 上一届： 《銀翼殺手2049》 | 2017年美國週末票房冠軍 第41週 | 下一届： 《梅迪亞萬聖節2》 |

## 續集
克里斯多福·B·藍登受訪時表示，《忌日快樂》有望推出續集。潔西卡·羅瑟表示，續集將延續首集的結尾。拍攝計劃於2018年5月開始。2018年5月1日，宣布羅瑟及伊瑟瑞爾·布薩德都將回歸演出續集，而蘇瑞吉·沙瑪和莎拉·亚金也將加入演出。

## 外部連結
- 官方网站
- 互联网电影数据库（IMDb）上《忌日快樂》的资料（英文）
- Box Office Mojo上《忌日快樂》的資料（英文）
- 爛番茄上《忌日快樂》的資料（英文）
- Metacritic上《忌日快樂》的資料（英文）
- AllMovie上《忌日快樂》的资料（英文）
- 開眼電影網上《忌日快樂》的資料（繁體中文）
- 时光网上《忌日快樂》的資料（简体中文）
- 豆瓣电影上《忌日快樂》的資料 （简体中文）